# Système cristallin cubique

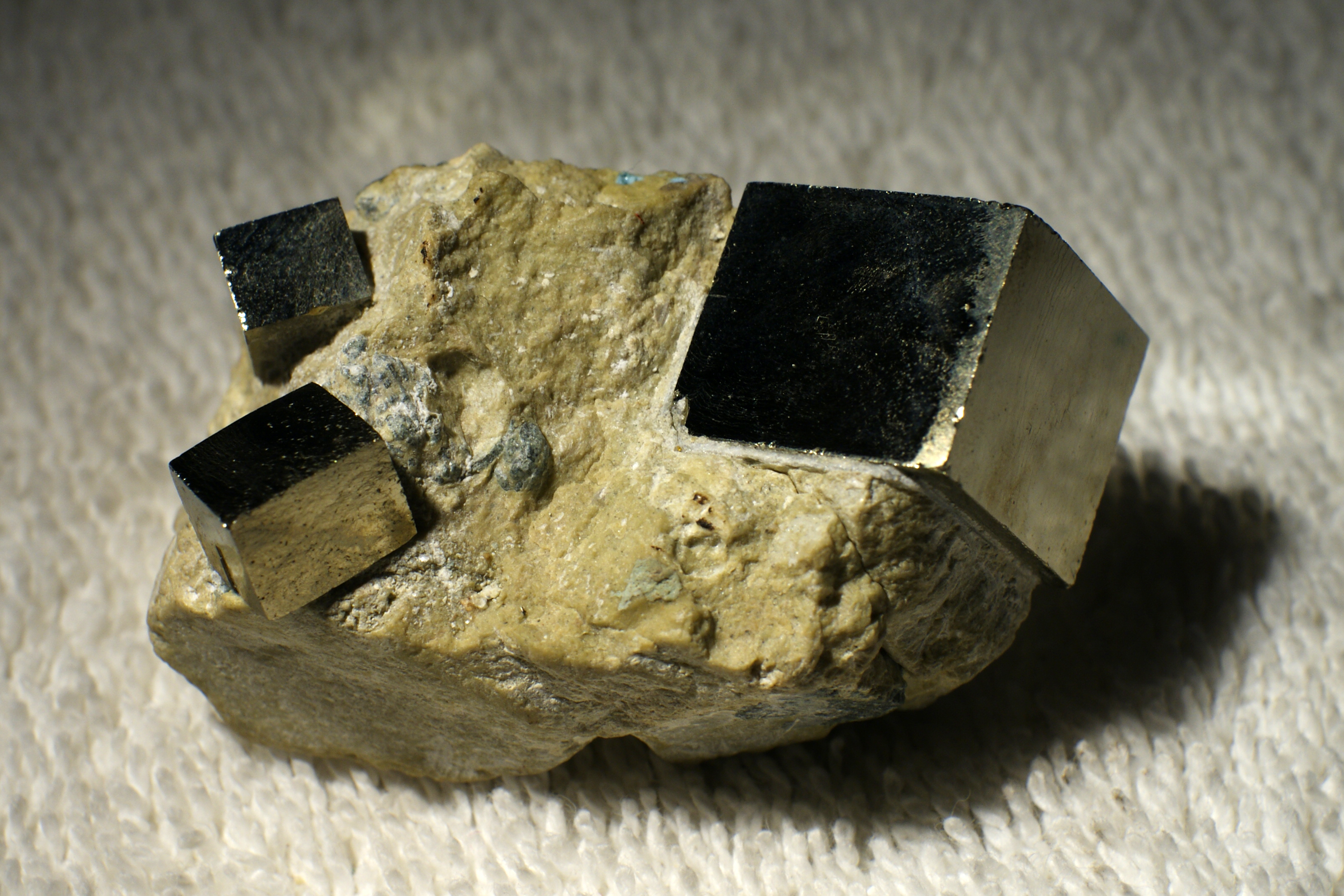
Bloc de roche contenant trois cristaux de pyrite (FeS2). La structure cristalline de la pyrite est cubique à faces centrées, ce qui s'observe dans la symétrie cubique de ses facettes cristallines naturelles.

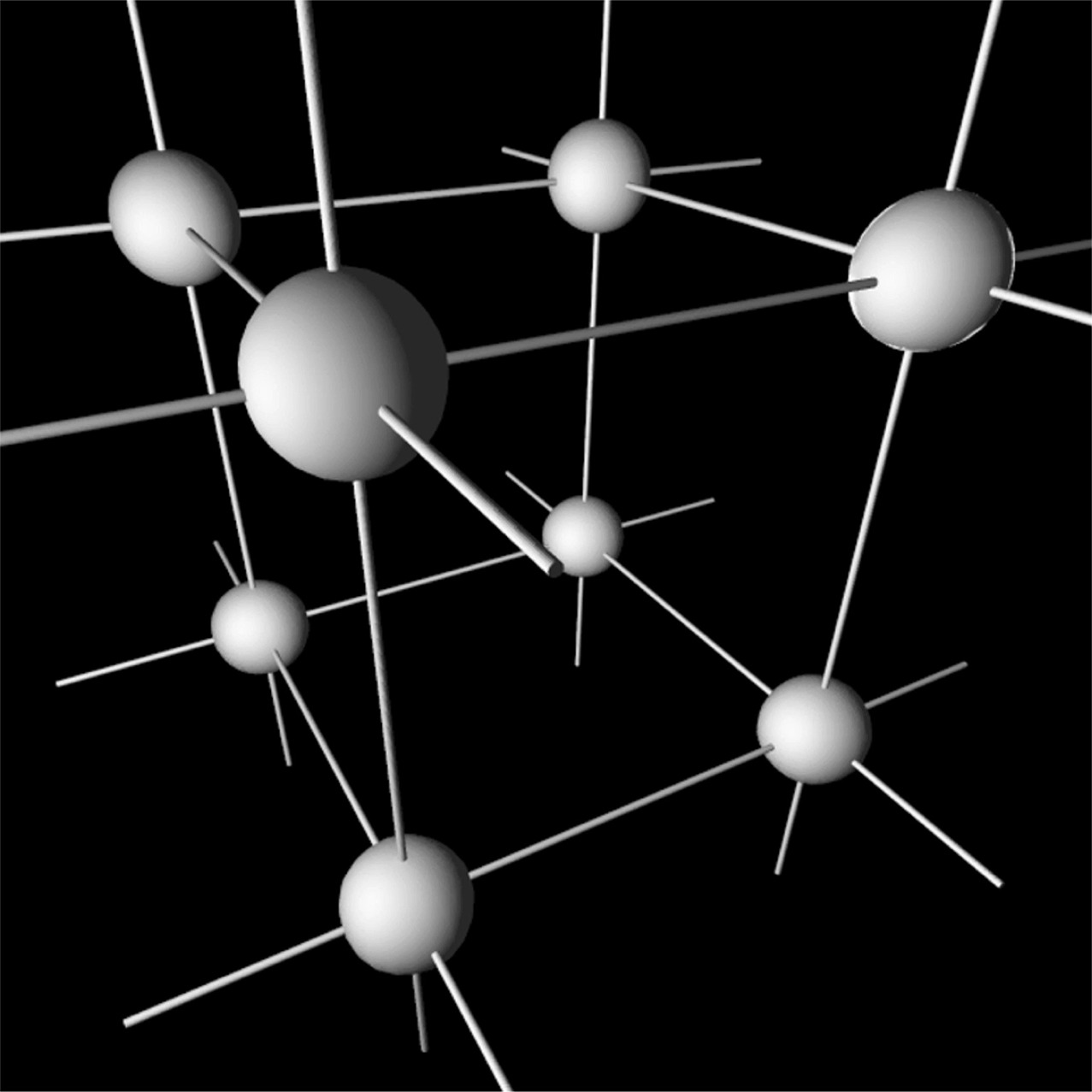
Modèle de réseau cubique primitif.

Mailles primitive (noire) et conventionnelle (rouge) d'une structure cubique à faces centrées (également appelée cubique à empilement compact).

En cristallographie, le système cristallin cubique (ou isométrique) est l'une des sept catégories de classement des cristaux dans l'espace tridimensionnel sur la base de leurs symétries morphologiques et de leurs propriétés physiques. Il regroupe les cristaux de symétries 23, m3, 432, 43m, et m3m, selon la notation d'Hermann-Mauguin, et repose sur le système réticulaire cubique, dont la maille a des paramètres cristallins a = b = c, avec les angles α = β = γ = 90°. Il existe trois modes de réseaux cubiques : primitif, cubique à faces centrées et cubique centré.
| Réseau de Bravais  | Cubique simple, ou primitif | Cubique à faces centrées | Cubique centré |
| ------------------ | --------------------------- | ------------------------ | -------------- |
| Symbole de Pearson | cP                          | cF                       | cI             |
| Maille cristalline | Cubique primitif            | Cubique à faces centrées | Cubique centré |

## Classes cristallines
Le tableau ci-dessous fournit les numéros de groupe d'espace des tables internationales de cristallographie du système cristallin cubique, les noms des classes cristallines, les notations Schoenflies, internationales, orbifold (en) et Coxeter (en) des groupes ponctuels, des exemples, le type et les groupes d'espace. Il y a au total 36 groupes d'espace cubiques.
| N°      | Groupe ponctuel     | Groupe ponctuel | Groupe ponctuel | Groupe ponctuel | Groupe ponctuel | Exemple    | Type             | groupes d'espace       | groupes d'espace       | groupes d'espace |
| N°      | Classe (Groth)      | Schön.          | Intl            | Orbi.           | Cox.            | Exemple    | Type             | Simple                 | Faces centrées         | Centré           |
| ------- | ------------------- | --------------- | --------------- | --------------- | --------------- | ---------- | ---------------- | ---------------------- | ---------------------- | ---------------- |
| 195-197 | Tétartoïdal         | T               | 23              | 332             | [3,3]+          | Ullmannite | Énantiomorphe    | P23                    | F23                    | I23              |
| 198-199 | Tétartoïdal         | T               | 23              | 332             | [3,3]+          | Ullmannite | Énantiomorphe    | P213                   |                        | I213             |
| 200-204 | Diploïdal           | Th              | 2/m3 (m3)       | 3*2             | [3+,4]          | Pyrite     | Centrosymétrique | Pm3, Pn3               | Fm3, Fd3               | I3               |
| 205-206 | Diploïdal           | Th              | 2/m3 (m3)       | 3*2             | [3+,4]          | Pyrite     | Centrosymétrique | Pa3                    |                        | Ia3              |
| 207-211 | Gyroïdal            | O               | 432             | 432             | [3,4]+          | Petzite    | Énantiomorphe    | P432, P4232            | F432, F4132            | I432             |
| 212-214 | Gyroïdal            | O               | 432             | 432             | [3,4]+          | Petzite    | Énantiomorphe    | P4332, P4132           |                        | I4132            |
| 215-217 | Hexakistétraédrique | Td              | 43m             | *332            | [3,3]           | Sphalérite |                  | P43m                   | F43m                   | I43m             |
| 218-220 | Hexakistétraédrique | Td              | 43m             | *332            | [3,3]           | Sphalérite | P43n             | F43c                   | I43d                   |                  |
| 221-230 | Hexakisoctaédrique  | Oh              | 4/m32/m (m3m)   | *432            | [3,4]           | Galène     | Centrosymétrique | Pm3m, Pn3n, Pm3n, Pn3m | Fm3m, Fm3c, Fd3m, Fd3c | Im3m, Ia3d       |

## Position des vides dans la maille élémentaire

Visualisation d'une maille élémentaire cubique diamant : 1. Composants de la maille élémentaire 2. Maille élémentaire 3. Réseau de élémentaires.

Une maille cubique simple possède un seul vide cubique en son centre.
Une maille cubique centrée possède six vides octaédriques situés au centre de chaque face de la maille, soit un total net de trois vides octaédriques. De plus, il y a 36 vides tétraédriques situés dans un espacement octaédrique autour de chaque vide octaédrique, soit un total net de dix-huit vides tétraédriques. Ces vides tétraédriques ne sont pas des maxima locaux et ne sont techniquement pas des vides, mais ils apparaissent parfois dans des mailles multi-atomiques.
Une maille cubique à faces centrées possède huit vides tétraédriques situés à proximité des sommets de la maille, légèrement décalés vers le centre, soit un total net de huit vides tétraédriques. De plus, il y a douze vides octaédriques situés au centre des arêtes de la maille ainsi qu'un trou octaédrique exactement au centre, soit un total net de quatre vides octaédriques.

## Compacité et exemples d'éléments chimiques
Une des caractéristiques importantes d'une structure cristalline est sa compacité. Elle est calculée en considérant que tous les atomes sont des sphères identiques, ayant un rayon assez grand pour que chaque sphère touche ses voisines. Le facteur de compacité atomique est la proportion de l'espace occupée par ces sphères.
Dans un réseau cubique primitif avec un cube de côté a et un atome par point du réseau, le rayon de la sphère est a⁄2 et le facteur de compacité atomique vaut environ 0,524 (ce qui est assez faible). De même, dans un réseau cubique centré (bcc) le facteur de compacité vaut 0,680, et dans le réseau cubique à faces centrées (fcc) il vaut 0,740. La valeur fcc est la valeur théorique la plus élevée possible de tous les réseaux, bien qu'il existe d'autres réseaux qui atteignent la même valeur, à savoir le réseau hexagonal compact et une version du réseau tétraédrique bcc.
En règle générale, puisque les atomes d'un solide s'attirent mutuellement, les arrangements d'atomes les plus compacts tendent à être les plus communs (toutefois, des arrangements assez lâches existent, par exemple si l'hybridation des orbitales nécessite certains angles de liaison). Logiquement, la structure cubique primitive, ayant une compacité particulièrement faible, est rare dans la nature, mais existe avec le polonium. Les structures bcc et fcc, avec leur plus grande densité, sont toutes deux très courantes dans la nature. Le fer, le chrome, le tungstène et le niobium sont des exemples de bcc. L'aluminium, le cuivre, l'or et l'argent sont des exemples de fcc.

## Composés multi-éléments
Les composés chimiques simples qui contiennent plus d'un type d'atome (par exemple les composés binaires) ont souvent des structures cristallines reposant sur le système cristallin cubique. Certaines des structures les plus courantes sont présentées ci-dessous.

### Structure chlorure de césium

Maille élémentaire de chlorure de césium. Les deux couleurs des sphères représentent les deux types d'atomes.

La première structure est la structure "chlorure de césium". Chacun des deux types d'atome forme une sous-structure cubique simple ; l’une occupe le centre de cube de l'autre. Globalement, l'arrangement des atomes est la même que celui du réseau cubique centré, mais avec des types d'atome alternés sur les différents sites du réseau. De manière alternative, on peut voir cette structure comme une structure cubique simple avec un atome secondaire dans son vide cubique.
Les exemples de composés ayant cette structure comprennent le chlorure de césium lui-même, ainsi que certains autres halogénures de métaux alcalins lorsqu'ils sont à basse température ou sous haute pression. Plus généralement, cette structure se forme plus facilement avec des éléments dont les ions ont à peu près la même taille (par exemple, le rayon ionique du Cs+ = 167 pm, et celui du Cl− = 181 pm).
Le groupe d'espace de cette structure est noté Pm3m dans la notation d'Hermann-Mauguin, correspondant au no 221 des tables cristallographiques internationales. La désignation Strukturbericht est "B2".
La coordinence de chaque atome de la structure est de 8 : le cation central est coordonné à 8 anions situés sur les sommets d'un cube, et de la même façon, l'anion central est coordonné à 8 cations situés sur les sommets d'un cube.

### Structure sel (chlorure de sodium)

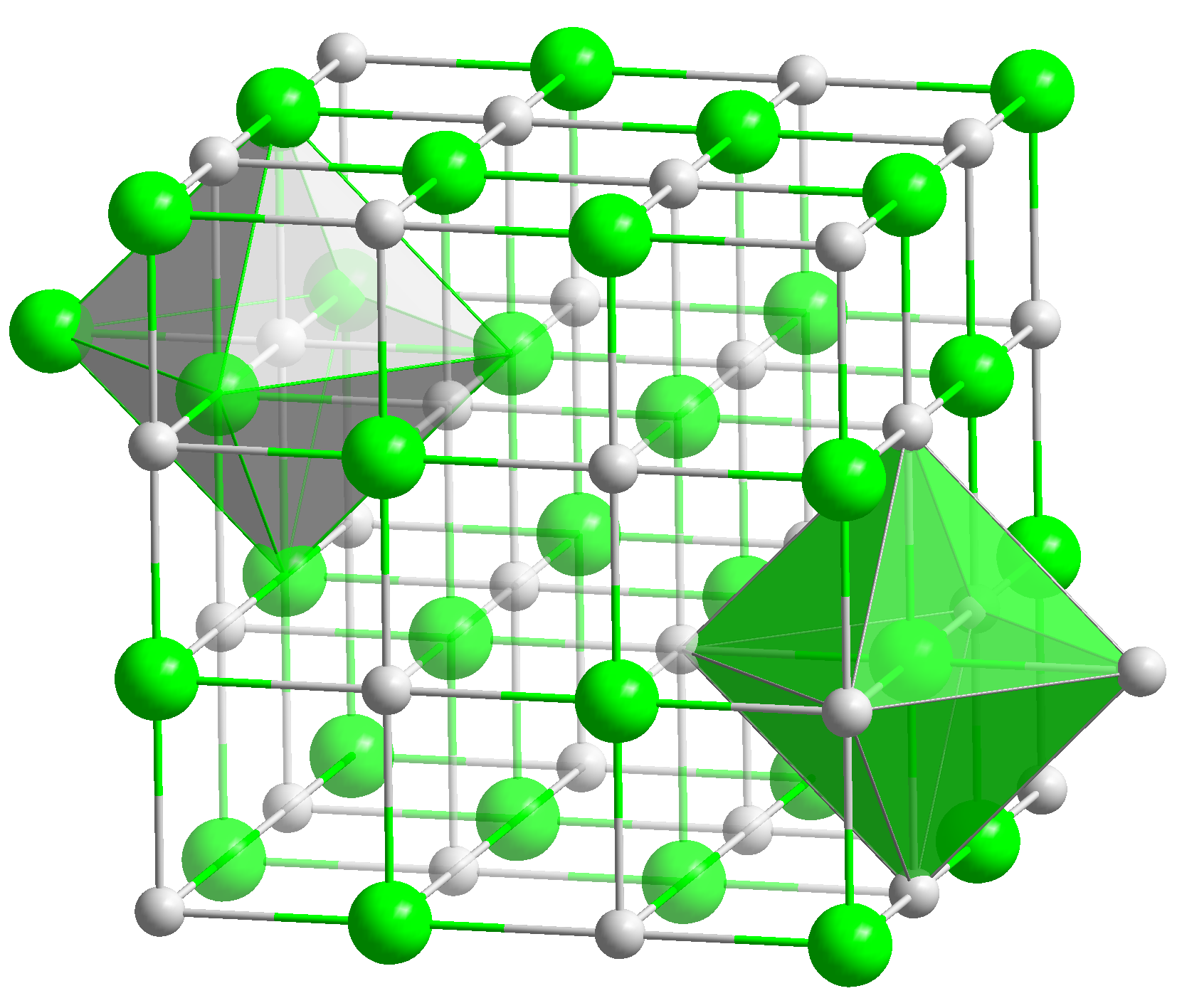
Structure cristalline du sel. Chaque atome a six proches voisins, sur une géométrie octaédrique.

Une autre structure commune est celle sel ordinaire, ou chlorure de sodium (halite). Dans celle-ci, chacun des deux types d'atome forme une structure cubique à faces centrées séparé, les deux structures étant interpénétrées de façon à former une forme de damier tridimensionnel. De manière alternative, on peut voir cette structure comme une structure à faces centrées avec des atomes secondaires dans ses vides octaédriques.
Les exemples de composés ayant cette structure comprennent le chlorure de sodium lui-même, presque tous les halogénures de métaux alcalins, ainsi que "beaucoup d'oxydes, de sulfures, de séléniures et de tellurures métalliques divalents". Plus généralement, cette structure se forme plus facilement si le cation est un peu plus petit que l'anion (rapport rayon cation/rayon anion compris entre 0,414 et 0,732).
Le groupe d'espace de cette structure est noté Fm3m dans la notation d'Hermann-Mauguin, correspondant au no 225 des tables cristallographiques internationales. La désignation Strukturbericht est "B1".
La coordinence de chaque atome de la structure est de 6 : chaque cation est coordonné à 6 anions sur les arêtes d'un octaèdre, et de la même façon, chaque anion est coordonné à 6 cations sur les arêtes d'un octaèdre.
Les distances interatomiques (distance entre le cation et l'anion, ou la moitié de la longueur de la maille élémentaire a) de quelques cristaux de structure sel valent : 2,3 Å (2,3 × 10−10 m) pour NaF, 2,8 Å pour NaCl et 3,2 Å pour SnTe.

### Structure blende

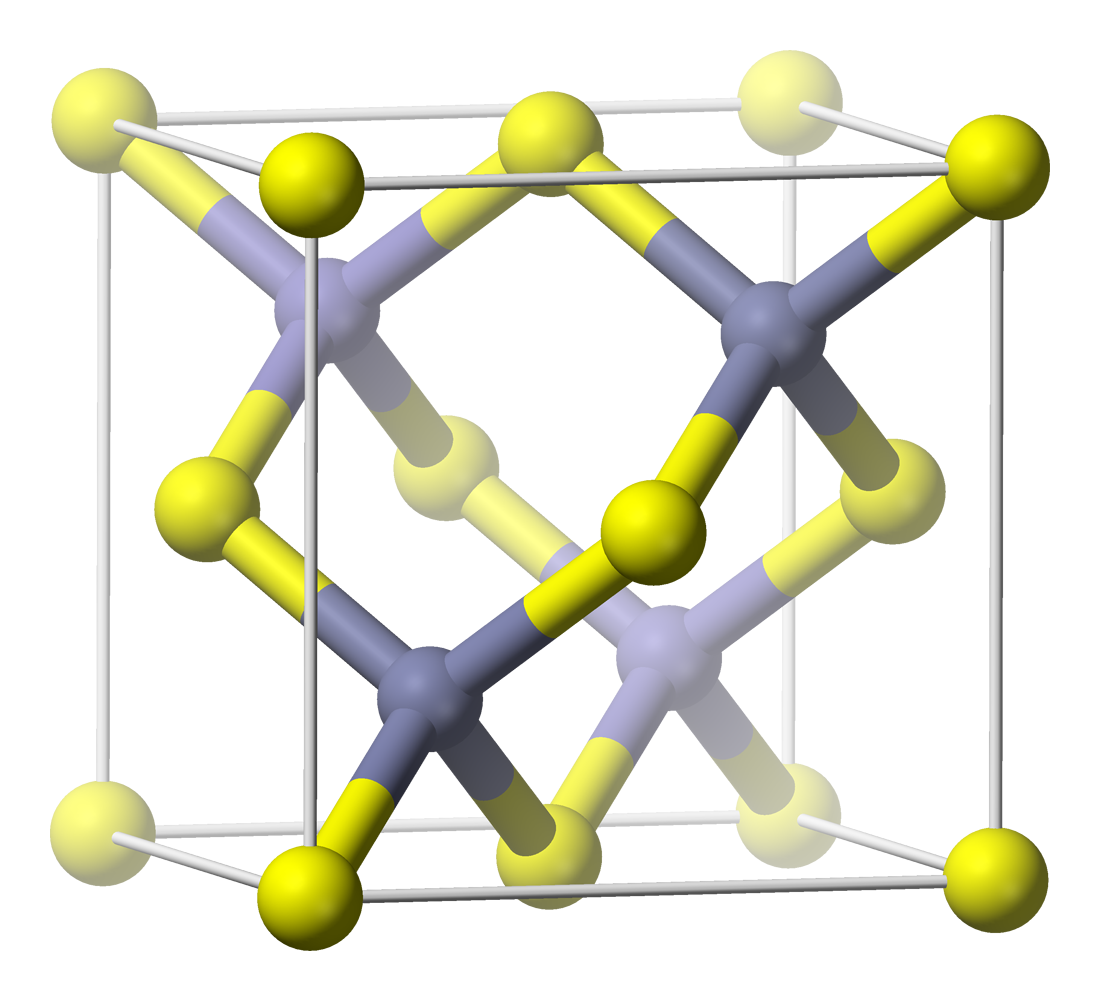
Maille élémentaire de la blende.

Une autre structure commune est la structure "blende" (ou "blende de zinc"), nommée d'après le minéral blende (sphalérite). Comme la structure "sel", les deux types d'atome forment deux structures cubiques à faces centrées interpénétrées. Cependant, elle diffère de la structure "sel" par la façon dont les deux structures sont positionnées l'une par rapport à l'autre. La structure blende a une coordinence tétraédrique : les quatre plus proches voisins de l'atome d'un type sont des atomes du type opposé, positionnés comme les quatre arêtes d'un tétraèdre régulier. Globalement, la disposition des atomes de la structure "blende" est la même que celle de la structure cubique diamant, mais avec des types d'atome alternés sur les positions des atomes de carbone directement liés dans le diamant.
Des exemples de composés ayant cette structure incluent la blende elle-même, le nitrate de plomb(II), de nombreux composés semi-conducteurs (tels que l'arséniure de gallium et le tellurure de cadmium), ainsi qu'une large gamme de composés binaires.
De plus, si on suppose que les deux atomes sont ceux du carbone, la structure blende est équivalente à celle du diamant.
Le groupe d'espace de cette structure est noté F43m dans la notation d'Hermann–Mauguin, correspondant au no 216 des tables cristallographiques internationales),. La désignation Strukturbericht est "B3".

### Structure de Weaire–Phelan

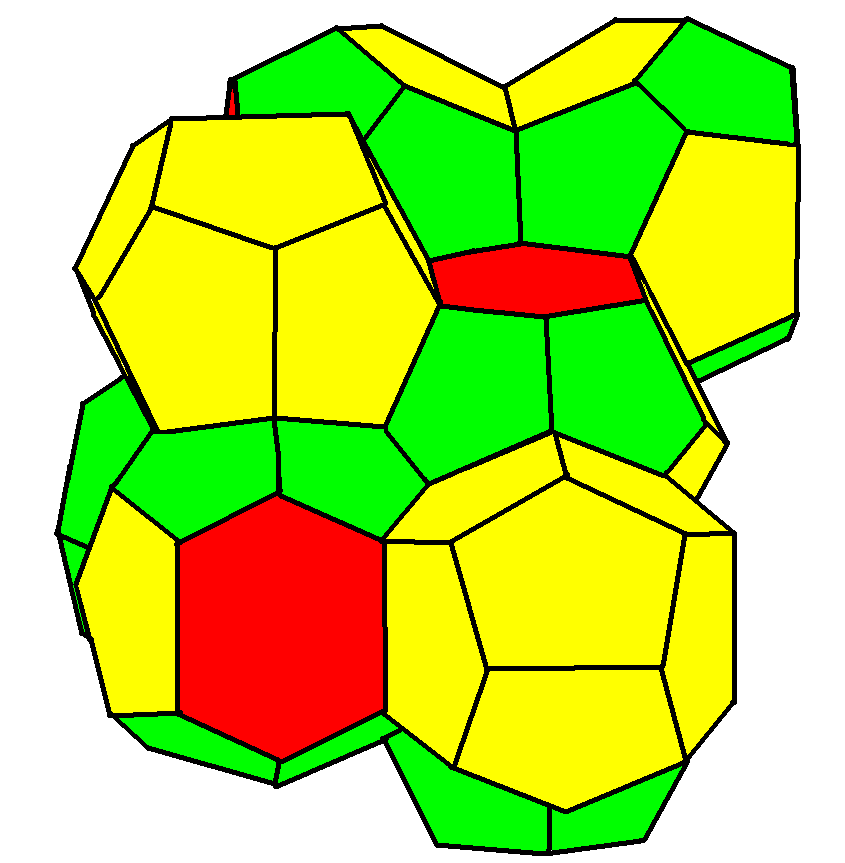
Structure de Weaire-Phelan.

La structure de Weaire-Phelan a une symétrie Pm3n (223). Elle possède trois orientations de tétradécaèdres empilés avec des cellules pyritoédriques dans les trous. C'est une structure cristalline rencontrée en chimie où elle est habituellement appelée "structure clathrate de type I". Les hydrates de gaz formés par le méthane, le propane et le dioxyde de carbone à basse température ont une structure dans laquelle les molécules d'eau sont situées aux nœuds de la structure de Weaire–Phelan et sont liées entre elles par une liaison hydrogène, et où les molécules plus grosses de gaz sont piégées dans les cages polyédriques.